# 王步文
王步文（1898年1月15日—1931年5月31日），字伟模，化名王自平、朱华、王华，男，安徽潜山人，中国革命家，中共安徽省委的早期领导人，首任中共安徽省委书记。

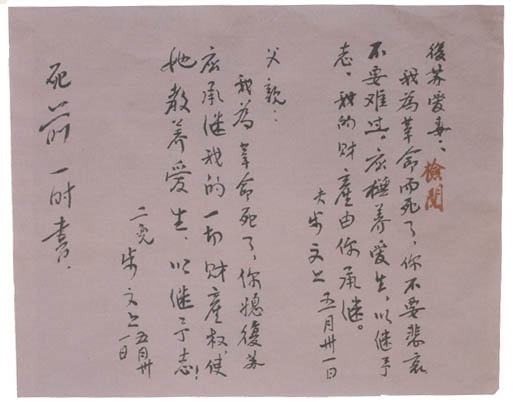
王步文就义前写给妻子与父亲的遗书

## 生平
王步文出生于安徽省安庆潜山县资福寺（今岳西县斯桥乡）。1904年进入私塾读书，其后在刘氏族学、安徽省立第一师范学校、六邑联立中学等校读书。1919年，参加了五四运动，并先后担任过安徽省学生联合会委员、学生联合会副会长。1921年4月，他与舒传贤、许继慎、彭干臣、蔡晓舟等成立了安庆社会主义青年团。1923年，王步文加入中国共产党。翌年，入读上海大学社会系。1925年至1927年间，赴日本留学。回国后，担任中共安徽省临时委员会委员。1929年，又调任中央巡视员。同年，在上海党中央干训所学习，并编辑出版了《社会运动辞典》一书。1931年中共安徽省委成立后，历任代理书记兼宣传部长、省委书记。
1931年4月，王步文被捕，并被关入安庆饮马塘监狱。5月31日在安庆北门外被枪决。